# This World
This World is een single van de Belgische zangeres Selah Sue uit 2011.
Het nummer bereikte als piekpositie een 2e plaats  in de ultratop 50 in Vlaanderen, in Wallonië bereikte het de 15de plaats in de Ultratop 40/50. Het werd zo haar succesvolste nummer uit haar volledige discografie. Het nummer kreeg een  MIA nominatie voor Hit van het jaar, maar wist deze uiteindelijk niet te verzilveren. Putseys schreef het nummer zelf in samenwerking met drie andere songwriters. 